# A'ali
A'ali (en árabe عالي) es uno de los mayores centros urbanos de Baréin. Es una ciudad reciente, pues su construcción comenzó a finales de los años 1970.
Se encuentra en el centro de la isla de Baréin, al sur de Isa y al norte de Riffa. 

## Características
Es famosa por su necrópolis con 170.000 de la era Dilmun, uno de los mayores cementerios del mundo. También es conocida por su alfarería.